# یازیاوان
یازیاوان (به ازبکی: Yozyovon) یک منطقهٔ مسکونی در ازبکستان است که در شهرستان یازیاوان واقع شده‌است. یازیاوان ۱۰٬۹۰۰ نفر جمعیت دارد.